# Freddy Mamani Laura
Freddy Mamani Laura (Laramcota, Pacajes, La Paz, Bolivia; 8 de diciembre de 1974) es un político, educador y sindicalista boliviano que se desempeña como presidente de la Cámara de Diputados desde 2020. Miembro del Movimiento al Socialismo, se desempeña como miembro plurinominal de la Cámara de Diputados por La Paz. Anteriormente se desempeñó como secretario ejecutivo de la Confederación Nacional de Maestros Rurales de Bolivia y como ejecutivo departamental de la Federación de Maestros Rurales de La Paz. Antes de ingresar a la política, Mamani se desempeñó como docente, desempeñándose como director de varias escuelas rurales del departamento.

## Primeros años de vida
Freddy Mamani, de etnia aimara, nació el 8 de diciembre de 1974, uno de los ocho hijos de Bonifacio Mamani y Silveria Laura, ambos productores agrícolas. Mamani se crio en Laramcota, una aldea menor cerca de Achiri en las provincia de Pacajes del departamento de La Paz, donde completó su educación primaria. Se graduó de la escuela secundaria en Achiri antes de mudarse brevemente a La Paz, donde cumplió su período de servicio militar obligatorio como parte del Estado Mayor del Ejército en Miraflores. A pesar de algunas incursiones tempranas en la actividad sindical durante su juventud, Mamani finalmente optó por buscar una educación superior como maestro, motivado por la voluntad de ayudar a sus padres a superar su analfabetismo.

## Carrera educativa y sindical
Mamani asistió al Instituto Normal Superior René Barrientos en Caracollo, Departamento de Oruro, egresando de las carreras de ciencias de la educación, educación intercultural bilingüe y comunicación y lenguaje, con maestría en gestión educativa. Como maestro, Mamani trabajó en varias comunidades rurales en las regiones del Altiplano y Los Yungas, donde enseñó literatura en la escuela secundaria durante dos años. En los siguientes ocho años, Mamani se desempeñó como director de varias escuelas en el departamento, tiempo durante el cual ayudó a fundar la escuela Maca Maca de Ancoraimes. Después de eso, fue contratado para enseñar en la Escuela de Formación de Profesores de Warisata, donde continuó trabajando hasta finales de 2020. Durante su carrera, los colegas de Mamani lo alentaron a unirse al sindicato local de maestros. Se desempeñó durante dos años como ejecutivo de la Federación Departamental de Maestros Rurales de La Paz (FDMERLP), ascendiendo luego a secretario ejecutivo de la Confederación Nacional de Maestros Rurales de Bolivia (CONMERB), donde se desempeñó durante cuatro años.

## Carrera política

### Cámara de Diputados

#### Elección
Cuando la Central Obrera Boliviana (COB) —organización matriz de la CONMERB y principal aliado del Movimiento al Socialismo (MAS-IPSP)— anunció su intención de formar su propia bancada dentro de la Asamblea Legislativa, Mamani fue propuesto para representar al sector de la educación rural. El MAS lo postuló como candidato a diputado y encabezó la lista electoral del partido en el Departamento de La Paz. Mamani ganó el escaño y fue reelegido en 2020 luego de que se anularan los resultados de 2019, siendo elegido nuevamente para el mismo cargo.

#### Período
En reuniones internas previas a la instalación de la legislatura entrante, la bancada del MAS designó a Mamani para ejercer la presidencia de la Cámara de Diputados, otorgando a La Paz el control ejecutivo de la cámara baja. La mayoría del MAS en la Cámara de Diputados eligió formalmente a Mamani el 3 de noviembre de 2020, convirtiéndolo en el primer representante del sector de la educación rural en ocupar el cargo, cargo que se comprometió a usar para promover la aprobación de legislación relacionada con la educación. Mamani buscó ser reelegido para un segundo mandato en 2021, pero no logró el apoyo de su propia bancada de La Paz, que seleccionó a Hernán Durán por veinticinco votos contra dieciséis. Sin embargo, disputas más amplias entre la bancada paceña del MAS y representantes de otros departamentos, que propusieron al diputado por Santa Cruz Jerges Mercado, permitieron a Mamani emerger como candidato de consenso, asegurándole un segundo mandato en una reñida votación por la nominación del partido.
De línea dura, Mamani pertenece a la línea evista del MAS, la facción más alineada con el expresidente y líder del partido Evo Morales. Como presidente de la cámara baja, Mamani rechazó las demandas de la oposición de restaurar el requisito de dos tercios previamente eliminado para ciertos procedimientos parlamentarios y expresó su voluntad de combatir la obstrucción de la oposición mediante la instalación de sesiones legislativas con un mínimo de anticipación o en diferentes instalaciones parlamentarias por completo, como ocurrió durante la elección de la directiva de la Cámara en 2021 y su comisión de ética en 2022.

## Historia electoral
| Año                                                       | Cargo    | Partido | Partido                  | Votos     | Votos  | Votos | Resultado | Ref.   |
| Año                                                       | Cargo    | Partido | Partido                  | Total     | %      | P.    | Resultado | Ref.   |
| --------------------------------------------------------- | -------- | ------- | ------------------------ | --------- | ------ | ----- | --------- | ------ |
| 2019                                                      | Diputado |         | Movimiento al Socialismo | 887 271   | 53.16% | 1.º   | Anulado   | [ 15 ] |
| 2020                                                      | Diputado |         | Movimiento al Socialismo | 1 162 949 | 68.36% | 1.º   | Ganador   | [ 16 ] |
| Fuente: Órgano Electoral Plurinacional \| Atlas Electoral |          |         |                          |           |        |       |           |        |